# Schoenorchis paniculata
Schoenorchis paniculata är en orkidéart som beskrevs av Carl Ludwig von Blume. Schoenorchis paniculata ingår i släktet Schoenorchis och familjen orkidéer. Inga underarter finns listade i Catalogue of Life.